# Mark Rowland
Mark Robert Rowland (ur. 7 marca 1963 w Watersfield) – brytyjski lekkoatleta (długodystansowiec), medalista olimpijski z 1988.
Zajął 4. miejsce w biegu na 3000 metrów na halowych mistrzostwach Europy w 1987 w Liévin, podobnie jak na halowych mistrzostwach świata w 1987 w Indianapolis.
Zdobył brązowy medal w biegu na 3000 metrów z przeszkodami na igrzyskach olimpijskich w 1988 w Seulu za Kenijczykami Juliusem Kariukim i Peterem Koechem. Ustanowił wówczas rekord Wielkiej Brytanii czasem 8:07,96, który jest aktualny do dziś (styczeń 2021).
Na mistrzostwach Europy w 1990 w Splicie zdobył srebrny medal w tej konkurencji za Francesco Panettą z Włoch, a przed innym Włochem Alessandro Lambruschinim. Zajął 7. miejsce w biegu na 5000 metrów na Igrzyskach Wspólnoty Narodów w 1990 w Auckland. Zajął 4. miejsce w biegu na 3000 metrów z przeszkodami na mistrzostwach Europy w 1994 w Helsinkach.
Był mistrzem Wielkiej Brytanii (AAA) w biegu na 3000 metrów z przeszkodami w 1988 i w biegu na 5000 metrów w 1989.
Rekordy życiowe Rowlanda:
| Konkurencja                        | Data i miejsce              | Wynik    |
| ---------------------------------- | --------------------------- | -------- |
| bieg na 1500 metrów                | 27 lipca 1988, Werona       | 3:34,53  |
| bieg na milę                       | 10 września 1986, Rzym      | 3:52,99  |
| bieg na 2000 metrów                | 17 sierpnia 1985, Stavanger | 5:08,07  |
| bieg na 3000 metrów                | 28 lipca 1989, Londyn       | 7:49,82  |
| bieg na 3000 metrów (hala)         | 27 lutego 1990, Sewilla     | 7:46,22  |
| bieg na 2 mile                     | 14 sierpnia 1987, Londyn    | 8:26,19  |
| bieg na 2 mile (hala)              | 15 marca 1987, Cosford      | 8:26,67  |
| bieg na 5000 metrów                | 1 czerwca 1982, Sewilla     | 13:21,83 |
| bieg na 2000 metrów z przeszkodami | 28 sierpnia 1988, Londyn    | 5:19,86  |
| bieg na 3000 metrów z przeszkodami | 30 września 1988, Seul      | 8:07,96  |